# Isopaches decolorans
Isopaches decolorans là một loài rêu trong họ Anastrophyllaceae. Loài này được Limpr. H. Buch mô tả khoa học đầu tiên năm 1932.